# Idiot
Idiot je v rámci lékařství zastaralé označení pro člověka postiženého těžkou mentální retardací (též slabomyslností či oligofrenií), tj. s narušenými psychickými funkcemi. Možnosti vzdělávání při takto silném postižení jsou většinou silně omezené. Česká psychiatrie v současné době slovo idiot nepoužívá zejména z důvodu jeho pejorativního výrazu a nahrazuje jej podle míry deficitu označením těžká nebo hluboká mentální retardace. Světová zdravotnická organizace podle vlastního třídění mentální retardace označuje za idiocii IQ jedince nižší než 35, přičemž v rozmezí 20–35 jde o idiocii prostou, při IQ nižším než 20 o idiocii těžkou.
Snížené IQ však není jediným kritériem, podle MKN 10 je v případě hluboké idiocie chápání a používání řeči omezeno na porozumění základním příkazům a na vyhovění jednoduchým požadavkům. Postižený dokáže zpravidla získat nejzákladnější jednoduché zrakově-prostorové dovednosti v třídění a srovnávání a také se může při vhodném dohledu a vedení podílet malým dílem na domácích a praktických úkonech. Ve většině případů lze určit organickou etiologii. Běžné jsou dále těžké neurologické nebo jiné tělesné nedostatky postihující hybnost, jako např. epilepsie a poškození zraku a sluchu. Obzvláště časté, a to především u pohyblivých pacientů, jsou nejtěžší formy pervazivních vývojových poruch, zvláště atypický autismus.

## Původ slova
Slovo idiot je odvozeno z řeckého idiōtēs, které znamenalo „soukromník“ a v městských státech antického Řecka označovalo muže, kteří se starali jen o své soukromé záležitosti a vyhýbali se účasti na veřejných věcech. V dialozích Mikuláše z Kusy († 1464) se jako „idiota“ (soukromník) označuje velmi bystrý řemeslník bez formálního vzdělání.

## Další významy
Slovo idiot se používá též jako nadávka.
Z francouzštiny pochází dále nepříliš často používaný termín „idiot savant“ (česky učený idiot), označující osoby s mentálním deficitem, ale se současným vysokým, avšak jednostranně zaměřeným nadáním. Zpravidla jde o mimořádnou mechanickou paměť, zapamatování si zdánlivě neomezeného množství údajů, výjimečnou schopnost numerických operací (zejména sčítání) či malování. Součástí symptomatiky je zpravidla sebepřeceňování a nedostatek kritického myšlení a zařazování vědomostí do širších souvislostí (tedy rysy podobné některým poruchám autistického spektra). 